# Kot’olin
Kot’olin ist ein indonesischer Distrikt (Kecamatan) im Westen der Insel Timor.

## Geographie
| „Dorf“ (Desa) | Fläche    | Einwohner | Bevölkerungs- dichte |
| ------------- | --------- | --------- | -------------------- |
| Kot’olin      | 4,98 km²  | 2,588     | 520                  |
| Nunbena       | 9,68 km²  | 1.050     | 108                  |
| Fatuat        | 5,67 km²  | 1.477     | 260                  |
| Hoibeti       | 11,08 km² | 2.087     | 188                  |
| Nualunat      | 9,34 km²  | 1.319     | 141                  |
| Panite        | 5,34 km²  | 731       | 137                  |
| O‘Obibi       | 5,45 km²  | 1.377     | 253                  |
| Binenok       | 7,40 km²  | 1.120     | 151                  |

Der Distrikt befindet sich im Süden des Regierungsbezirks Südzentraltimor (Timor Tengah Selatan) der Provinz Ost-Nusa-Tenggara (Nusa Tenggara Timur) an der Küste der Timorsee. Das Meer befindet sich im Südosten des Distrikts. Im Westen liegt der Distrikt Kolbano, im Norden der Distrikt Kie und im Osten schließlich der Distrikt Nunkolo.
Kot’olin hat eine Fläche von 58,94 km² und teilt sich in die acht Desa Kot’olin, Nunbena, Fatuat, Hoibeti, Nualunat, Panite, O’Obibi und Binenok. Während Hoibeti auf einer Meereshöhe von 237 m, befindet sich Binenok auf einer Höhe von 871 m über dem Meer. Dazwischen liegen die anderen Dörfer, auch wenn die Desa Kao’olin, Hoibeti und Nualunat Zugang zum Meer haben. Die Desa unterteilen sich wiederum in insgesamt 22 Desa. Das tropische Klima teilt sich, wie sonst auch auf Timor, in eine Regen- und eine Trockenzeit.

## Flora
Im Distrikt finden sich Vorkommen von Kokospalmen und Mahagoni.

## Einwohner
2017 lebten in Kot’olin 11.749 Einwohner. 5.661 waren Männer, 6.058 Frauen. Die Bevölkerungsdichte lag bei 199 Personen pro Quadratkilometer. Im Distrikt gibt es eine katholische und 14 protestantische Kirchen und Kapellen.

## Wirtschaft, Infrastruktur und Verkehr
Die meisten Einwohner des Distrikts leben von der Landwirtschaft. Als Haustiere werden Rinder (1.801), Pferde (KUDA), Büffel (KERBAU), Schweine (4.522), Ziegen (1.006) und Hühner (3.681) gehalten. Auf 1400 Hektar wird Mais angebaut, auf 71 Hektar Reis, auf fünf Hektar Maniok, auf fünf Hektar Süßkartoffeln, auf drei Hektar Erdnüsse und auf drei Hektar Mungbohnen. Weitere landwirtschaftliche Produkte sind Knoblauch, Kartoffeln, Karotten, Bohnen, Chili, Tomaten, Auberginen, Spinat, Avocados, Mangos, Tangerinen, Orangen, Papayas und Bananen.
In Kot’olin gibt es zwölf Grundschulen und vier Mittelschulen. Weiterführende Schulen gibt es im Distrikt nicht. Zur medizinischen Versorgung steht nur ein kommunales Gesundheitszentrum (Puskesmas) in Hoibeti zur Verfügung. In den anderen Desa fehlen medizinische Einrichtungen, wie medizinische Versorgungszentren (Puskesmas Pembantu) oder Hebammenzentren (Polindes).